# Източен кускус
Източен кускус (Phalanger intercastellanus) е вид бозайник от семейство Лазещи торбести (Phalangeridae).

## Разпространение и местообитание
Разпространен е в Папуа Нова Гвинея.